# Eduard Zehnder
Pour les articles homonymes, voir Zehnder.
Eduard Zehnder, né le 10 novembre 1940 à Leuggern (Canton d'Argovie) et mort le 22 novembre 2024 à Greifensee (Canton de Zurich), est un mathématicien suisse spécialiste de la géométrie symplectique.

## Biographie
Eduard Zehnder naît dans le Canton d'Argovie, à Leuggern, le 10 novembre 1940.
Il étudie les mathématiques et la physique de 1960 à 1965 à l'ETH de Zurich et y passe une thèse de physique théorique en 1971, sous la direction de Res Jost. Il a ensuite séjourné un an au Courant Institute of Mathematical Sciences, invité par Jürgen Moser, puis de 1972 à 1974 à l'Institute for Advanced Study à Princeton. Il a passé son habilitation en mathématiques en 1974 à l'université d'Erlangen-Nuremberg et a été professeur de 1976 à 1986 à l'université de Bochum. En 1987-88, il a été directeur de l'Institut de mathématiques de l'université d'Aix-la-Chapelle et à partir de 1988, professeur à l'ETH, puis professeur émérite en 2006.
Il a dirigé entre autres la thèse d'Andreas Floer (1984). Il a été orateur invité au Congrès international des mathématiciens de 1986 à Berkeley (The Arnold conjecture for fixed points of symplectic mappings and periodic solutions of Hamiltonian systems).
Eduard Zehnder meurt à 84 ans le 22 novembre 2024 à Greifensee, dans le Canton de Zurich.

## Publications
- avec Helmut Hofer : Symplectic Invariants and Hamiltonian Dynamics [détail des éditions]
- avec Clifford Taubes et Alan Weinstein (éd.) : Floer Memorial Volume, Birkhäuser, 1995
- avec Jürgen Moser : Notes on Dynamical Systems, Courant Lecture Notes, AMS, 2005